# Cách mạng Tháng Tám
Cách mạng tháng Tám, còn gọi là Tổng khởi nghĩa tháng Tám, là sự kiện Việt Minh tiến hành khởi nghĩa chống Đế quốc Nhật Bản, buộc Đế quốc Việt Nam bàn giao chính quyền trung ương và các địa phương và buộc Bảo Đại phải thoái vị trong tháng 8 năm 1945.
Việc chuyển giao quyền lực được Chính phủ Đế quốc Việt Nam thực hiện cơ bản trong hòa bình, ít có đụng độ dù xảy ra tranh chấp với lực lượng Nhật, Đại Việt, Hòa Hảo,... ở một số địa phương. Trừ một số địa phương tỉnh lỵ như Hải Ninh (nay thuộc Quảng Ninh), Hà Giang, Lào Cai, Lai Châu, Vĩnh Yên nằm trong tay các đảng phái khác như Đại Việt, Việt Nam Quốc dân Đảng,... và quân Tưởng Giới Thạch (Trung Quốc); chỉ trong 10 ngày, cơ sở chính quyền Việt Minh đã được thiết lập trên toàn bộ các tỉnh lỵ trên khắp Việt Nam (muộn nhất 28/8: Đồng Nai Thượng, Hà Tiên), hầu hết địa phương trong cả nước. Một số nơi có khó khăn hơn như Hà Giang, quân Tưởng Giới Thạch bức rút quân Nhật (29/8) và giải phóng luôn tỉnh này, Cao Bằng (giành chính quyền 21/8 nhưng sau đó quân Tưởng tràn vào), Lạng Sơn (giành chính quyền sau đó quân Tưởng Giới Thạch tràn vào, tháng 10 mới thành lập chính quyền cách mạng), Vĩnh Yên (Quốc dân Đảng nắm giữ), Hải Ninh – Móng Cái (Việt Nam Cách mệnh Đồng minh Hội nắm), một số địa bàn ở Quảng Ninh (do Đại Việt, Việt Nam Cách mệnh Đồng minh Hội nắm), ở Đà Lạt (quân Nhật còn kháng cự mạnh như ngày 3/10)...
Kết quả của cuộc cách mạng là ngày 2 tháng 9 năm 1945, Hồ Chí Minh đọc bản Tuyên ngôn Độc lập Việt Nam, khai sinh ra nước Việt Nam Dân chủ Cộng hòa, đồng thời cũng chấm dứt chế độ quân chủ chuyên chế tồn tại suốt 2.000 năm trong lịch sử Việt Nam. Sau đó, Việt Nam Dân chủ Cộng hòa tổ chức Tổng tuyển cử năm 1946 trên phạm vi cả nước.

## Bối cảnh lịch sử
Chiến tranh thế giới thứ hai bùng nổ, phe Trục gồm Đức, Ý, Nhật đánh lại phe Đồng Minh gồm Anh, Pháp, Liên Xô. Sau có Mỹ và nhiều nước nữa tham chiến (trong đó có Việt Minh, Pathet Lào, Issarak Campuchia tại Đông Dương).
Vào tháng 9 năm 1940, ngay giữa Chiến tranh thế giới thứ hai, Chính phủ Vichy của Pháp, vì đã đầu hàng Đức Quốc xã, đồng ý cho quân đội Nhật Bản đổ bộ vào Bắc Kỳ. Ngay lập tức, quân đội Nhật dùng đó làm bàn đạp ảnh hưởng đến các chiến trường Trung Quốc và Đông Nam Á. Trên thực tế, đây là một điểm quan trọng trong chiến lược quân sự của Nhật nhằm thống trị toàn bộ Đông Nam Á. Trong khi chờ đợi cuộc đại thắng của Đức tại châu Âu, Nhật tạm thời duy trì hệ thống bảo hộ của Pháp tại Đông Dương. (Trong những trận đánh lớn hồi đó có thể kể đến việc hải quân và không quân Nhật xuất phát từ Cam Ranh và Sài Gòn tiêu diệt Hạm đội Viễn Đông của Anh).
Thời gian này, Đảng Cộng sản Đông Dương lãnh đạo nhiều cuộc khởi nghĩa chống thực dân Pháp, như Khởi nghĩa Nam Kỳ, Khởi nghĩa Bắc Sơn, Xô-viết Nghệ Tĩnh nhưng đều thất bại. Những binh lính tham gia chiến tranh Thái Lan thực hiện cuộc Binh biến Đô Lương cũng thất bại.
Vào tháng 5 năm 1941, các lực lượng ái quốc, trong đó nòng cốt là Đảng Cộng sản Đông Dương, do Hồ Chí Minh dẫn đầu, tập hợp tại một địa điểm gần biên giới Việt–Trung, tham gia một tổ chức đứng về phía Đồng Minh giành độc lập cho Việt Nam, gọi là Việt Nam Độc lập Đồng minh, thường được gọi tắt là Việt Minh. Tổ chức này xây dựng một chiến khu do họ kiểm soát ở biên giới Việt–Trung.
Trong bài thơ Lịch sử nước ta viết năm 1941 để cổ vũ nhân dân, Hồ Chí Minh đã phân tích tình hình:
| “ | Bây giờ Pháp mất nước rồi, Không đủ sức, không đủ người trị ta. Giặc Nhật Bản thì mới qua, Cái nền thống trị chưa ra mối mành. Lại cùng Tàu, Mỹ, Hà, Anh, Khắp nơi có cuộc chiến tranh rầy rà. Ấy là nhịp tốt cho ta, Nổi lên khôi phục nước nhà tổ tông. | ” |

Phần niên biểu bài thơ kết thúc là mốc: "1945 - Việt Nam độc lập", đây được coi là một lời "tiên tri" chính xác kỳ lạ. Vì bài thơ viết năm 1941, vậy mà Hồ Chí Minh đã dự đoán chính xác Việt Nam sẽ giành được độc lập vào năm 1945 (Cách mạng Tháng Tám diễn ra vào đúng năm 1945).
Ngày 22 tháng 12 năm 1944, Võ Nguyên Giáp thành lập một trung đội 34 người mang tên Việt Nam Tuyên truyền Giải phóng quân (một trong những tiền thân của Quân đội Nhân dân Việt Nam), ngay sau khi thành lập đã tiến đánh quân Nhật, mở rộng chiến khu. Trước khi Nhật đầu hàng Đồng Minh, chiến khu đã bao gồm nhiều tỉnh vùng đông Bắc Bắc Bộ, gọi là chiến khu Việt Bắc. Ngày 29 tháng 7 năm 1945, Đội Con Nai, một nhóm đặc nhiệm tình báo thuộc Cơ quan Tình báo Chiến lược Hoa Kỳ, đã nhảy dù xuống Tân Trào với nhiệm vụ chủ chốt là tổ chức huấn luyện quân sự, cung cấp hậu cần, y tế và hợp tác với Việt Minh trong việc thu thập thông tin tình báo và chống Nhật.
Trong khi đó, phản ứng trước sự kiện Nhật đảo chính Pháp, giành quyền kiểm soát toàn bộ Đông Dương, ngày 12 tháng 3 năm 1945, Ban Thường vụ Trung ương Đảng Cộng sản Việt Nam ra chỉ thị "Nhật - Pháp bắn nhau và hành động của chúng ta" nhằm phát động cao trào kháng Nhật cứu nước (thay đổi hình thức tuyên truyền, tổ chức đấu tranh để thích hợp với thời kỳ tiền khởi nghĩa, tập dượt quần chúng tiến lên khởi nghĩa giành chính quyền).
Dưới sự cai trị của Nhật, từ tháng 10 năm 1944 đến tháng 5 năm 1945, nạn đói khủng khiếp diễn ra làm 2 triệu người chết. Đây là thời cơ để Việt Minh xây dựng lực lượng lớn khắp cả nước, họ tập hợp nhân dân phá các kho thóc Nhật để lấy gạo phát cho dân đói. Giáo sư kinh tế Đặng Phong đánh giá việc giải quyết được nạn đói là lý do giải thích tại sao tuyệt đại đa số dân chúng đã tin và đi theo Việt Minh. Đồng thời, một đại hội đại biểu toàn quốc họp trên chiến khu, thành lập Quốc dân Đại hội, tức quốc hội lâm thời. Khi Nhật thất bại, khởi nghĩa nổ ra trên toàn quốc, đó là Cách mạng tháng Tám. Cách mạng diễn ra nhanh chóng với sự tham gia của hầu hết dân chúng, Việt Minh giành được chính quyền trên cả nước chỉ trong khoảng mười ngày.
Tại châu Âu, Đức thất trận và đầu hàng ngày 7 tháng 5 năm 1945. Ngày 6 tháng 8, Hoa Kỳ ném hai trái bom nguyên tử vào thành phố Hiroshima và Nagasaki. Ngày 15 tháng 8, Nhật hoàng tuyên bố đầu hàng vô điều kiện. Quân Nhật tại Việt Nam dao động nhưng không tan rã, thậm chí vẫn giữ nguyên khí giới và các chốt phòng thủ. Tuyên bố Potsdam của Anh, Mỹ và Trung Hoa Dân quốc gửi Nhật ngày 26 tháng 7 không nói rõ phần lãnh thổ nào của Đông Dương sẽ do ai giải giới vũ khí mà chỉ nói các vùng lãnh thổ do Nhật Bản chiếm được bằng vũ lực sẽ được các nước đồng minh vào giải giới. Tuyên bố cũng không nhắc đến việc vùng nào do ai giải giới mà chỉ nói là phe Đồng minh (bao gồm cả Việt Minh) sẽ tham gia giải giới. Tuy nhiên, Thủ tướng Nhật lúc đó là Suzuki tuyên bố Tuyên bố Potsdam không ràng buộc thêm bất cứ nghĩa vụ nào với Nhật Bản so với Tuyên bố Cairo trước đó. Thậm chí phía Nhật đã bác bỏ Tuyên bố Potsdam. Tới 10/08/1945, phía Nhật mới chấp nhận Tuyên bố Potsdam.
Trước tình hình đó, Nhật bàn giao cho Khâm sai Bắc Kỳ, Phan Kế Toại, bộ máy hành chính địa phương, Sở Bảo An, Sở Mật thám trung ương, Sở Kiểm duyệt và một số công sở khác. Nhật chỉ giữ quyền kiểm soát Ngân hàng Đông Dương và Phủ Toàn quyền. Đầu tháng 8/1945, cán bộ Việt Minh Đoàn Xuân Tín được giao nhiệm vụ gặp Phan Kế Toại để nắm bắt tư tưởng và vận động ông ủng hộ Việt Minh, đồng thời thăm dò thái độ của Chính phủ Trần Trọng Kim Sau đó, Khâm sai Phan Kế Toại gặp Nguyễn Khang, người do Xứ ủy Bắc Kỳ cử đến. Ông đề nghị Việt Minh tham gia Chính phủ Bảo Đại và ngừng các hoạt động chống Nhật nhưng Nguyễn Khang bác bỏ.

## Diễn biến

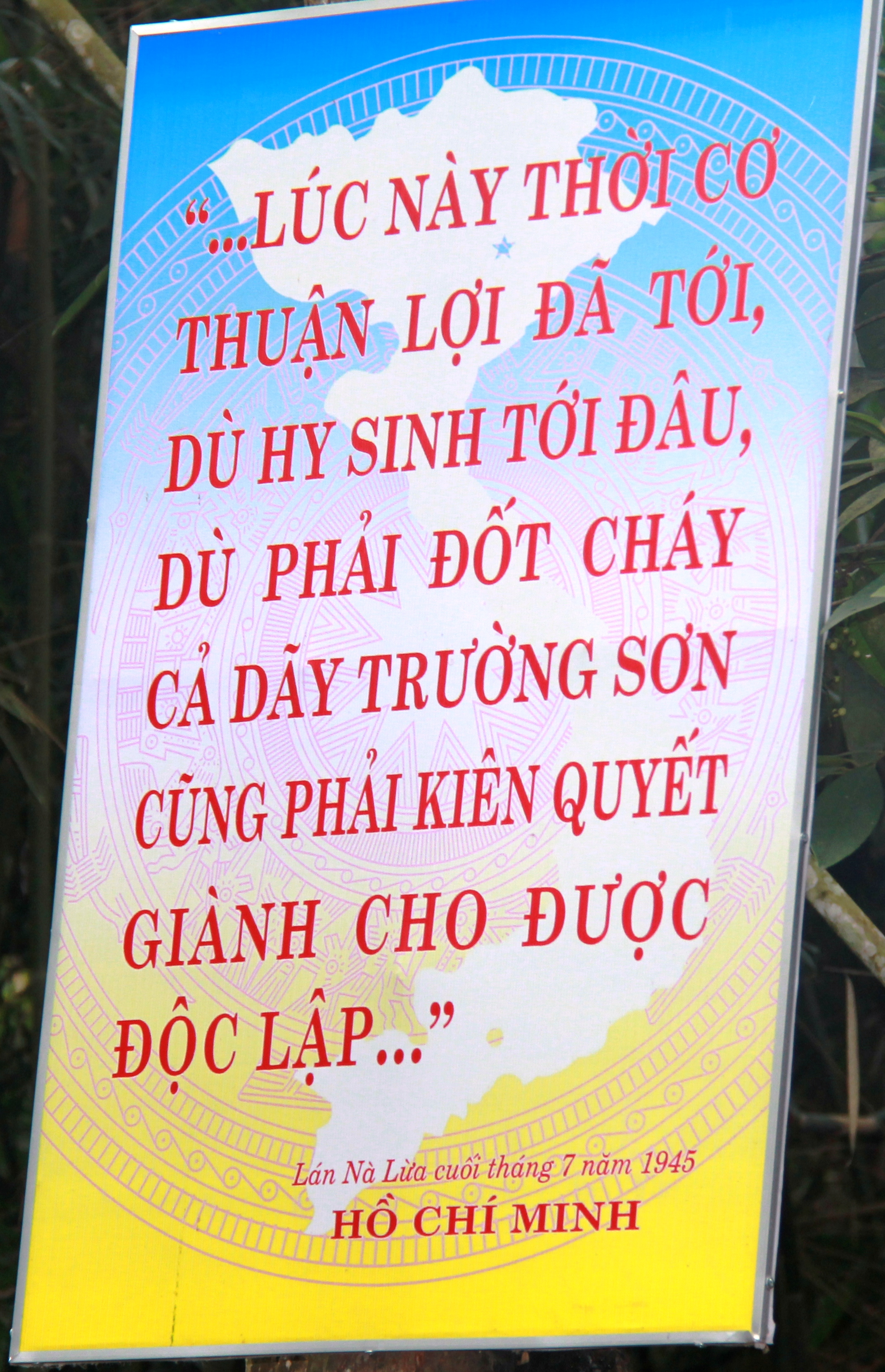
Chỉ thị của Hồ Chí Minh về Tổng khởi nghĩa giành chính quyền trong cả nước.

Khi nhậm chức, Bộ trưởng Tư pháp Trịnh Đình Thảo của chính phủ Trần Trọng Kim đã ra lệnh thả hàng ngàn tù chính trị bị Pháp giam giữ trước đó bao gồm đảng viên Đảng Cộng sản Đông Dương và các đảng phái quốc gia, đồng thời cho phép các tổ chức, hội đoàn chính trị được hoạt động công khai. Tin đồn lực lượng quân Nhật sắp sửa đầu hàng đã lan tỏa khắp nơi tại miền Bắc, lợi dụng cơ hội, dân chúng đã tụ tập biểu tình, bãi công nhiều nơi, như ở Thái Bình vào ngày 11 tháng 8. Từ ngày 12 tháng 8 năm 1945, các đơn vị Giải phóng quân của Việt Minh lần lượt tiến công các đồn Nhật ở các tỉnh Cao Bằng, Bắc Kạn, Thái Nguyên, Tuyên Quang, Yên Bái,... và hỗ trợ nhân dân các tỉnh này tiến lên giành chính quyền tại các tỉnh lỵ.
Hội nghị toàn quốc họp ở Tân Trào ngày 13 tháng 8 năm 1945, dưới sự chủ trì của Hồ Chí Minh với sự tham gia của Trường Chinh (chủ tọa), Hoàng Quốc Việt, Nguyễn Lương Bằng đã nhận định rằng, điều kiện cho Tổng khởi nghĩa đã chín muồi và chuẩn bị lãnh đạo toàn dân khởi nghĩa. Ủy ban Khởi nghĩa toàn quốc được thành lập gồm: Trường Chinh, Võ Nguyên Giáp, Trần Đăng Ninh, Lê Thanh Nghị và Chu Văn Tấn. Tuy nhiên, nhiều nơi nổi dậy khi chưa nhận được chỉ thị của Trung ương. Một đoàn cán bộ gồm Trần Huy Liệu, Nguyễn Lương Bằng, Huy Cận vào Huế, và Hoàng Quốc Việt, Cao Hồng Lãnh, Nguyễn Thị Thập vào Sài Gòn để đôn đốc khởi nghĩa.
Ngày 16 tháng 8, một số cán bộ Đảng Cộng sản và Việt Minh dù chưa nhận được lệnh khởi nghĩa nhưng căn cứ vào tình hình hiện tại và chỉ thị "Nhật - Pháp bắn nhau và hành động của chúng ta" đã quyết định cùng nhân dân khởi nghĩa, khởi nghĩa lan rộng ra xã thuộc các tỉnh ở đồng bằng sông Hồng như Thanh Hóa, Thái Bình,...
Ngày 17 tháng 8 năm 1945, một đơn vị Giải phóng quân của Việt Minh do Võ Nguyên Giáp chỉ huy từ Tân Trào (Tuyên Quang) kéo về bao vây, tấn công quân Nhật ở thị xã Thái Nguyên.

### Tổng khởi nghĩa Hà Nội
Sáng ngày 19 tháng 8, hàng chục vạn người dân ở Hà Nội và các tỉnh lân cận theo các ngả đường kéo về quảng trường Nhà hát Lớn Hà Nội. Khoảng 10 giờ rưỡi, cuộc mít tinh lớn chưa từng có của quần chúng cách mạng được sự bảo vệ của Thanh niên tự vệ, của tổ chức Việt Minh Hoàng Diệu Hà Nội đã diễn ra. Đại diện Việt Minh tuyên bố: Tổng khởi nghĩa! Chỉ đạo khởi nghĩa ở Hà Nội có Nguyễn Khang, Trần Tử Bình, Nguyễn Quyết.
Trong điện gửi về Tokyo, Đại sứ Nhật tại Đông Dương xác nhận: "Chiều ngày 19, Đại sứ đã 'được mời' đến dự cuộc gặp với các lãnh đạo Etsumei (Việt Minh) và đã tham gia bàn bạc với những người đó, được coi như là các nhà chức trách chính thức."

### Diễn biến tại Huế
Ngày 17 tháng 8 năm 1945, chính phủ Trần Trọng Kim tổ chức mít tinh ra mắt quốc dân, nhưng bởi sự ủng hộ của người dân, cuộc mít tinh đã biến trở thành cuộc tuần hành ủng hộ lực lượng Việt Minh. Ngày 23/8, khởi nghĩa ở Huế giành thắng lợi. Chỉ đạo khởi nghĩa có Nguyễn Chí Thanh và Tố Hữu. Cuộc khởi nghĩa có sự đóng góp của lực lượng Thanh niên tiền tuyến (Thanh niên Phan Anh), đây vốn là bộ phận bảo vệ trị an của chính phủ Trần Trọng Kim nhưng khi cách mạng nổ ra đã quay sang ủng hộ Việt Minh.
Theo ông Phạm Khắc Hòe, nguyên Tổng lý Ngự tiền văn phòng của triều Nguyễn thì cho đến những ngày cuối cùng, Trần Trọng Kim vẫn ra sức giữ ngôi báu cho nhà Nguyễn nhưng đành chịu bất lực vì các thành viên nội các do ông ta thành lập đều muốn từ chức và quay sang ủng hộ Việt Minh: 
"Rõ ràng là Trần Trọng Kim đã hạ quyết tâm phục vụ quan thầy Nhật đến cùng… Ngày 17/8, chính phủ họp. Ông Trần Đình Nam, Bộ trưởng Bộ Nội vụ, phát biểu: "Toàn dân thắt chặt đoàn kết chung quanh tổ chức mạnh nhất, hăng hái nhất, tức là Việt Minh, làm cho nước ngoài không thể giở thủ đoạn "chia để trị" ra được nữa. Vậy, tôi đề nghị chúng ta rút lui ngay, nhường hẳn quyền bính cho Việt Minh. Theo tôi nghĩ thì cả Hoàng đế cũng nên rút lui". Câu nói này làm cho Trần Trọng Kim nhảy dựng người lên, nghiêm khắc lên án Trần Đình Nam dám đòi nhà vua bỏ ngôi báu. Một cuộc tranh luận sôi nổi dấy lên.
Các bộ trưởng có thiện chí đều xin từ chức. Chính phủ Trần Trọng Kim không thể tồn tại được. Ông Trần Trọng Kim có muốn duy trì nó cũng không được. Ông đành ấm ức chấp nhận thực tế phũ phàng chứ không phải tự nguyện nhường quyền cho Việt Minh.
Chính phủ Việt Nam dân chủ cộng hòa được thành lập sau cuộc cách mạng tháng 8 năm 1945 là kết quả của cuộc đấu tranh lâu đài, gian khổ, đầy hy sinh của nhân dân Việt Nam chống đế quốc Pháp, Nhật và tay sai, chứ đâu phải là một chính phủ chuyển tiếp êm thấm. Càng không phải là nhờ thiện chí của ông Thủ tướng Trần Trọng Kim!

### Diễn biến tại miền Nam
Ở Sài Gòn, hành động chuyển giao quyền lực có ý nghĩa biểu tượng quan trọng là lời cam kết ngày 22 tháng 8 của Thống chế Terauchi với Trần Văn Giàu và Phạm Ngọc Thạch - hai đại diện cao cấp của Việt Minh - về việc quân Nhật không can thiệp nếu Việt Minh giành chính quyền. Ông Terauchi còn trao kiếm cá nhân và khẩu súng tùy thân cho đại diện của Việt Minh để làm tin
Tại Sài Gòn, Huỳnh Phú Sổ kết hợp các tổ chức chính trị Cao Đài, Hoà Hảo, Việt Nam Quốc dân đảng, Đại Việt Quốc dân đảng... thành Mặt trận Quốc gia Việt Nam Thống nhất, tổ chức một cuộc biểu tình lớn chống Pháp.
Ngày 25 tháng 8 năm 1945, Việt Minh và Thanh niên Tiền phong làm nòng cốt tổ chức biểu tình và giành chính quyền tại Sài Gòn (nơi chịu sự cai trị trực tiếp của Nhật). Chỉ đạo nổi dậy ở nội thành là nhóm Việt Minh Tiền phong do Trần Văn Giàu chỉ đạo.
Đến ngày 30 tháng 8, Việt Minh giành được chính quyền toàn quốc. Hai tỉnh giành được chính quyền cuối cùng là Hà Tiên và Đồng Nai Thượng.

### Hoàng đế Bảo Đại thoái vị

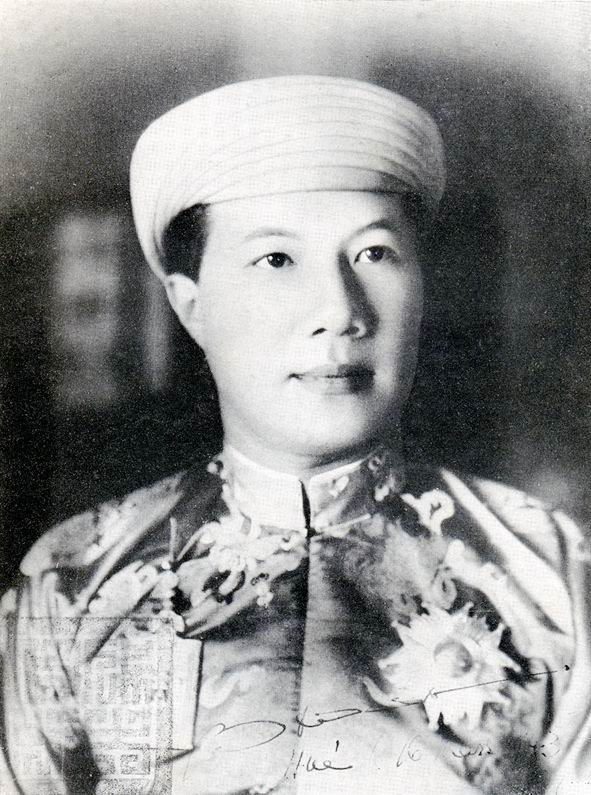
Chân dung vua Bảo Đại.

Sau khi Việt Minh giành chính quyền tại Hà Nội và nhiều nơi khác, Thủ tướng Đế quốc Việt Nam Trần Trọng Kim ở Huế nộp đơn xin từ chức.
Lực lượng quân đội Nhật tại Việt Nam không có phản ứng đáng kể trước những hoạt động của Việt Minh vì lúc này Nhật đã tuyên bố đầu hàng phe Đồng minh và đang chờ quân Đồng minh tới giải giáp, mặt khác vua Bảo Đại và Thủ tướng Đế quốc Việt Nam Trần Trọng Kim đã từ chối lời đề nghị của Tư lệnh quân đội Nhật về việc đem quân Nhật chống lại Việt Minh.
Ngày 22 tháng 8, Việt Minh gửi công điện yêu cầu Bảo Đại thoái vị, họ đã giành được chính quyền trên khắp cả nước.
Trước sức ép quá lớn từ phía người dân trong những giờ phút quyết định, Đại thần Phạm Khắc Hòe không ngừng nhắc lại câu sấm truyền: "Bò Đái thất thanh, Nam Đàn sinh thánh". Vị thánh đó có thể là nhà chí sĩ Phan Bội Châu, nhưng Phan Bội Châu đã không thành công và đã mất năm 1940. Từ những năm 1920, người ta lại giải thích vị thánh cứu nước chỉ có thể là Nguyễn Ái Quốc, cùng quê ở Nam Đàn (Nghệ An). Chính câu sấm truyền ấy cùng với dư luận đồn đại, theo ông Hòe kể lại sau này, đã khiến Nhà vua đi đến quyết định cuối cùng. Ngày 20 tháng 8, Bảo Đại cho biết ông sẵn sàng thoái vị ngay nếu người đứng đầu Việt Minh là Nguyễn Ái Quốc.
Bảo Đại tuyên bố chấp nhận thoái vị, từ bỏ ngai vàng và trở thành công dân Vĩnh Thụy. Ngày 25 tháng 8, hàng ngàn người tụ tập trước cửa Ngọ Môn xem nhà vua đọc Tuyên ngôn Thoái vị. Vua Bảo Đại mong chính phủ mới đối xử ôn hoà với các đảng phái đối lập để họ có thể góp sức kiến thiết quốc gia và để chứng tỏ chính thể mới xây đắp trên sự đoàn kết quốc dân đồng thời tuyên bố "muốn được làm Dân một nước tự do, hơn làm Vua một nước bị trị".
Sau khi ông Trần Huy Liệu, đại diện Việt Minh phát biểu trong lễ thoái vị của hoàng đế Bảo Đại, mấy vạn đồng bào lại vỗ tay và hô khẩu hiệu vang lên cả một góc trời: "Việt Nam độc lập muôn năm!", "Việt Nam Dân chủ Cộng hòa muôn năm!". Sau đó, Hoàng đế Bảo Đại được nhận huy hiệu cờ đỏ sao vàng từ ông Nguyễn Lương Bằng.
Sau đó, công dân Vĩnh Thụy trao ấn, kiếm cho đại diện Việt Minh Trần Huy Liệu và được gắn huy chương. Khi vua Bảo Đại chính thức thoái vị, Hồ Chí Minh ở Tân Trào mới về Hà Nội, dân chúng vẫn chưa biết Hồ Chí Minh chính là Nguyễn Ái Quốc.

### Tuyên ngôn độc lập
Cuối tháng 8 năm 1945, Hồ Chí Minh lo chuyện tác động đến các lãnh đạo của phe Đồng Minh theo hướng công nhận nền độc lập của Việt Nam, cũng như chuyện ông phải nắm quyền lực nhà nước hoặc phải tự thể hiện bản thân như là biểu tượng dân tộc của sự thống nhất và tự quyết. Hồ Chí Minh quyết định trực tiếp đọc bản Tuyên ngôn Độc lập, khác hẳn với Đế quốc Việt Nam, đã không triệu tập một buổi đọc bản Tuyên ngôn độc lập có sự tham gia của quần chúng. Cách Hồ Chí Minh đọc bản tuyên ngôn cũng tương đồng với các buổi lễ chính trị tại Tây Âu, Hoa Kỳ và Liên Xô. Hồ Chí Minh đã lựa chọn quảng trường Puginier, sau này được gọi là quảng trường Ba Đình, một nơi rộng rãi không bị các chướng ngại vật che khuất tầm nhìn nhằm đủ chỗ chứa lượng khán thính giả càng nhiều càng tốt dù chỉ có vài ngày thông báo. Sân khấu được làm vội vã từ gỗ và được trang hoàng bằng lớp vải trang trí trắng và đỏ, do đó cho phép hầu hết khán thính giả có thể thấy được những vị lãnh đạo mới của mình, dù chỉ như những chấm li ti. Hồ Chí Minh và các đồng sự của mình đã cố gắng truyền trực tiếp bản Tuyên ngôn độc lập đến mọi miền Tổ quốc nhưng các vấn đề kỹ thuật lúc đó đã không cho phép điều này diễn ra. Bản tuyên ngôn độc lập có độ dài vừa đủ do những người Việt tham gia buổi lễ hôm đó phần lớn còn chưa tiếp xúc với hoạt động mít-tinh kiểu châu Âu như thế này bao giờ.

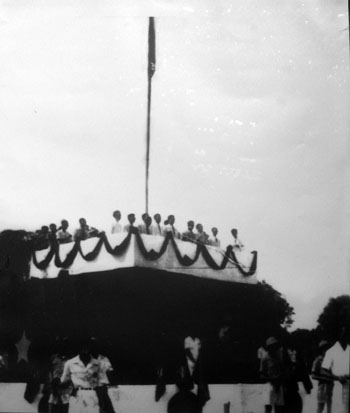
Chủ tịch Hồ Chí Minh đọc bản Tuyên ngôn Độc lập tại Quảng trường Ba Đình, ngày 2 tháng 9 năm 1945.

Ngày mùng 2 tháng 9 năm đó, nhiều gia đình đã dọn dẹp nhà cửa và chuẩn bị đốt pháo để ăn mừng buổi lễ. Đối với đồng bào Công giáo, ngày hôm đó cũng là ngày "Lễ hội những người tử vì đạo Việt Nam" của Công giáo, tưởng niệm những người đã chết vì đức tin của mình, đặc biệt vào thế kỉ 19, nên các nhà thờ ở Hà Nội buổi sáng đó tràn ngập người tham dự thánh lễ. Việc lựa chọn ngày 2 tháng 9 của Hồ Chí Minh còn nhằm gắn kết chính quyền mới với phía Giáo hội Công giáo. Các linh mục sau buổi lễ của mình đã cùng các giáo hữu hướng về Quảng trường Ba Đình để tham dự buổi lễ. Những nhà sư trụ trì ở những ngôi chùa cũng làm tương tự vậy. Các giáo viên trang bị còi hay loa dẫn đầu đám trẻ con hát những bài ca cách mạng. Từ Phủ Toàn quyền, Jean Sainteny, viên chức cao cấp của nước Pháp Tự do (Free French) - nước Pháp sau khi được giải phóng khỏi Phát-xít Đức - có mặt ở Hà Nội, đã quan sát hàng chục ngàn người Việt Nam đi thành từng hàng băng qua đại lộ Brière-de-l’Isle để tiến vào quảng trường. Jean Sainteny ngạc nhiên trước sự tham gia công khai của giới Công giáo và sửng sốt trước sự trật tự của đám đông, không có bất kì hành vi gây rối nào. Không ai có cử chỉ thù địch đối với Jean Sainteny hay đối với tòa nhà phủ Toàn quyền. Vấn đề an ninh cũng được suy xét đáng kể, với đội quân danh dự của Quân Giải phóng đảm bảo không ai trong số khán thính giả có thể tới gần khán đài trong phạm vi 20 mét, những công nhân và sinh viên có vũ trang cũng được xếp đặt tại mọi góc của mấy khu vườn, và một đơn vị tự vệ cảnh giác trước bất kì sự quấy rối nào từ hướng Thành Hà Nội nơi quân Pháp vẫn còn bị Nhật giam giữ. Trước cuộc mít-tinh, lính Nhật ở khu đất thuộc Phủ Toàn quyền đã thiết lập mấy khẩu súng máy chĩa về quảng trường, làm những nhà tổ chức phải dựng lên một bức màn người gồm những dân quân tự vệ với chỉ thị thà chết còn hơn rút lui.
Theo tường thuật của nhà báo Hồng Hà, báo Cứu quốc của Việt Minh ông Nguyễn Hữu Đang đọc chương trình buổi lễ và giới thiệu Chính phủ lâm thời, chủ tịch Chính phủ đọc Tuyên ngôn độc lập, các thành viên Chính phủ tuyên thệ, ông Võ Nguyên Giáp, bộ trưởng Bộ Nội vụ giãi bày tình hình trong nước và nhiệm vụ của Chính phủ, ông Trần Huy Liệu tường trình vào Huế nhận sự thoái vị của vua Bảo Đại, ông Nguyễn Lương Bằng đại biểu của Tổng bộ Việt Minh thuật qua lại cuộc tranh đấu của Việt Minh để mưu giải phóng cho dân tộc...
Ngày 2 tháng 9 năm 1945, tại quảng trường Ba Đình (Hà Nội). Chủ tịch Hồ Chí Minh đọc bản Tuyên ngôn Độc lập và tuyên bố sự khai sinh của một nước Việt Nam mới: Việt Nam Dân chủ Cộng hòa. Bản tuyên ngôn, dựa theo bản Tuyên ngôn Độc lập Hoa Kỳ, bắt đầu bằng câu: Tất cả mọi người sinh ra đều có quyền bình đẳng. Tạo hóa cho họ những quyền không ai có thể xâm phạm được; trong những quyền ấy, có quyền được sống, quyền tự do và quyền mưu cầu hạnh phúc. Hồ Chí Minh cũng trích dẫn Tuyên ngôn Nhân quyền và Dân quyền Pháp 1791 khi đọc bản Tuyên ngôn độc lập.
Mặc dù chương trình được mong đợi bắt đầu vào đúng 2 giờ chiều, nhưng xe hơi chở các thành viên trong nội các Việt Nam Dân chủ Cộng hoà đã đến trễ 25 phút khi phải đi xuyên qua các đám đông. Hồ Chí Minh dẫn đầu những người còn lại bước nhanh lên khán đài. Trong khi hầu hết các đồng sự của ông trên khán đài đều mặc đồ vest Tây và thắt cravate, nhưng ông Hồ cố ý chọn mặc bộ đồ kaki phai màu với cổ cao và mang đôi dép cao su trắng. Sau lễ chào cờ và hát quốc ca, Võ Nguyên Giáp, Bộ trưởng Nội vụ, bước tới micrô giới thiệu Hồ Chí Minh, người được chào mừng bằng những tiếng hô vang dội được sắp xếp trước, "Độc lập! Độc lập!" Ông Hồ vẫy tay trước khán thính giả trong vài phút, đoạn nâng hai bàn tay lên để kêu mọi người im lặng. Bằng giọng Nghệ Tĩnh đặc trưng, ông Hồ bắt đầu đọc Tuyên ngôn Độc lập. Khi Hồ Chí Minh có những tương tác với quần chúng như khi ông hỏi: "Đồng bào có nghe rõ không?" và đám đông đồng thanh hô vang "Rõ!".
Trong buổi lễ này, thông qua bản Tuyên ngôn độc lập, Hồ Chí Minh cũng đã kêu gọi các nước Đồng minh ủng hộ nền độc lập chân chính do nhân dân Việt Nam vừa tự tay giành được thông qua Cách mạng tháng Tám. Ông tuyên bố rằng Chính phủ lâm thời đã huỷ bỏ hết mọi hiệp ước do Pháp kí trong quan hệ với Việt Nam và bãi bỏ hết mọi đặc quyền của người Pháp. Ông cảnh báo rằng người Việt "kiên quyết chống lại âm mưu của bọn thực dân Pháp". Kết thúc bài phát biểu của mình, Chủ tịch Hồ Chí Minh giới thiệu từng bộ trưởng trong Chính phủ lâm thời với quần chúng nhân dân và tất cả đều làm lễ tuyên thệ nhậm chức. Võ Nguyên Giáp khi đó bước tới và đọc một diễn văn dài đầy vẻ nghiêm trang. Sau đó, Trần Huy Liệu, bộ trưởng bộ thông tin và tuyên truyền, báo cáo trước khán thính giả về buổi lễ thoái vị của Bảo Đại ở Huế ba ngày trước đó, và rồi trao thanh kiếm hoàng gia và ấn cho Hồ Chí Minh. Sau đó, ông Hồ tuyên bố rằng thanh kiếm, trước đây được dùng để đàn áp dân chúng, giờ đây sẽ được dùng để "chặt đầu kẻ phản bội". Đại diện cho Tổng bộ Việt Minh là Nguyễn Lương Bằng sau đó nói ngắn gọn về nhu cầu thống nhất đất nước và đấu tranh vì độc lập, phát biểu thẳng thừng rằng đánh Pháp là chuyện cần thiết. Vào một thời điểm nào đó giữa buổi lễ lúc chiều, hai chiếc máy bay Tia chớp P-38 của Mỹ sà xuống thấp ngay trên đám đông, một sự kiện được tuyên bố ngay tức thì và ai cũng tin là đại diện cho lời chào mừng của Mỹ dành cho chính quyền non trẻ của Việt Nam. Cuối cùng, trước khi kết thúc buổi lễ, Chủ tịch Hồ Chí Minh tuyên bố: "Chúng ta sẽ phải trải qua nhiều khốn khó và đau khổ hơn nhiều. Đồng bào phải ủng hộ chính quyền, để sau này có thêm nhiều buổi ăn mừng và thắng lợi!". Buổi lễ kết thúc bằng việc đoàn người có tổ chức ở quảng trường sau đó diễu hành ra phố, giải tán ở hồ Hoàn Kiếm, và gia nhập vào bầu không khí vui chung cho đến giờ giới nghiêm.
Tiếp theo đó, đất nước non trẻ tổ chức tổng tuyển cử, xây dựng nhà nước dân chủ độc lập đầu tiên trong lịch sử Việt Nam, Hồ Chí Minh được 98,4% ủng hộ.

### Tại Sài Gòn
Ngày 2 tháng 9 năm 1945, hàng ngàn người dân từ nhiều tỉnh và tại Sài Gòn kéo về quảng trường Norodom (gần nhà thờ Đức Bà) chờ được nghe Chủ tịch Hồ Chí Minh đọc tuyên ngôn độc lập từ quảng trường Ba Đình (Hà Nội). Nhưng do thời tiết xấu và trình độ kỹ thuật lúc đó, những lời tuyên bố của Hồ Chí Minh trước quốc dân không đến được với những người dự mít tinh. Ông Trần Văn Giàu, Chủ tịch Lâm ủy hành chính Nam Bộ bước lên khán đài kêu gọi nhân dân đoàn kết chung quanh chính phủ Hồ Chí Minh, nâng cao cảnh giác, "sẵn sàng đập tan mưu đồ của thực dân, đế quốc trở lại xâm lược nước ta lần nữa". Bác sĩ Phạm Ngọc Thạch, người được cử chức Bộ trưởng Bộ Y tế Chính phủ lâm thời thay mặt chính phủ tuyên thệ trước quốc dân "Cương quyết lãnh đạo đồng bào giữ gìn đất nước, vượt qua khó khăn nguy hiểm xây đắp nền độc lập hoàn toàn cho Việt Nam".
Khi cuộc mít tinh chuyển sang biểu tình tuần hành, từ trên những tầng lầu cao xung quanh, quân Pháp đã nổ súng bắn vào đoàn biểu tình tuần hành, làm 47 người chết và bị thương.
Ngày 23 tháng 9 năm 1945, ông Trần Văn Giàu viết lời kêu gọi Nam Bộ kháng chiến: "Hãy nắm chặt vũ khí trong tay, xông lên đánh đuổi thực dân Pháp, cứu nước. Cuộc kháng chiến bắt đầu..."

## Vấn đề khoảng trống quyền lực

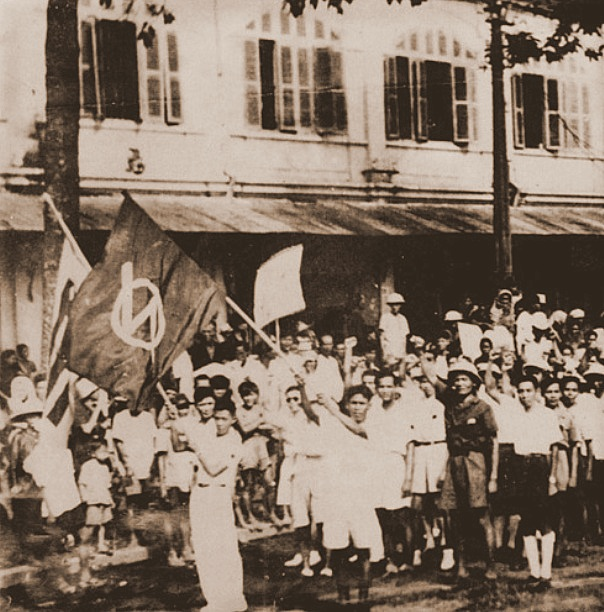
Lá cờ của Đệ Tứ Quốc tế tại Việt Nam tại Sài Gòn, 21 tháng 8 năm 1945.

Nhiều sử gia phương Tây cho rằng Việt Minh thành công trong Cách mạng tháng Tám do có sự tồn tại khoảng trống quyền lực khi Đế quốc Nhật Bản đã chuẩn bị đầu hàng quân Đồng Minh và thực dân Pháp đã bị Đế quốc Nhật Bản lật đổ từ cuộc đảo chính vào tháng 3/1945, trong khi chính phủ Đế quốc Việt Nam thực chất là một chính phủ bù nhìn, không có thực quyền, phải phụ thuộc hoàn toàn vào Đế quốc Nhật Bản. Khi Nhật đầu hàng Đồng Minh, Việt Nam rơi vào tình trạng vô chính phủ. Trần Trọng Kim từ chối lời đề nghị của Nhật giúp duy trì trật tự do ông không muốn đổ máu. Trên thực tế, Việt Minh đã có sự chuẩn bị rất kỹ lưỡng cho tình thế này, sử gia Tonnesson cho rằng chính Việt Minh mới là người tạo ra khoảng trống quyền lực khi từng bước loại bỏ các lực lượng ngoại xâm khi trước đó Việt Minh đã chủ động tiến hành kháng chiến chống Nhật và vô hiệu hóa các lực lượng của Pháp. Bên cạnh đó, nhờ quá trình kháng chiến lâu dài từ trước đó, Việt Minh đã huy động được sự ủng hộ rộng rãi của nhân dân Việt Nam, khác hẳn với sự ủng hộ yếu ớt của một bộ phận nhỏ người dân dành cho các lực lượng dân tộc chủ nghĩa. Việc huy động nhân dân toàn quốc tiến hành cách mạng trong cùng một thời điểm đã chứng tỏ cho điều đó. Yếu tố khách quan từ việc phát-xít Nhật đầu hàng và thực dân Pháp bị vô hiệu hóa tuy quan trọng nhưng nhân tố quyết định tới việc tổ chức thành công cách mạng lại nằm trong tay Việt Minh, đó là sự ủng hộ của người dân.
Đối với lực lượng Nhật Bản và chính phủ Bảo Đại-Trần Trọng Kim lúc này, họ thực sự không hề muốn trao lại chính quyền cho Việt Minh. Lực lượng Nhật Bản tại Việt Nam lúc này đạt 90.000 người, được trang bị đầy đủ khí giới và chưa thua trận nào tại Đông Dương và họ vẫn sẵn sàng bảo vệ Đế quốc Việt Nam. Thực lực và tinh thần chiến đấu của lực lượng Nhật Bản vẫn còn rất cao được thể hiện qua việc Việt Minh và OSS phải mất rất nhiều công sức mới đánh bại được toán quân Nhật ở Thái Nguyên. Tại Hà Nội, lực lượng Nhật Bản cương quyết không nhường quyền kiểm soát Ngân hàng Đông Dương cho đối phương, buộc Việt Minh phải chấp nhận phương án hai bên cùng tham gia bảo vệ. Việt Minh phải hoãn cuộc tấn công trại Bảo an binh trên phố Hàng Bài nhiều lần mới buộc quân Nhật ở đây đầu hàng do quân Nhật liên tục sử dụng xe tăng để uy hiếp Việt Minh. Những hành động của quân Nhật cho thấy khoảng trống quyền lực không hề tồn tại.
Về phía Đế quốc Việt Nam, mặc dù đây là chính quyền đã mất sức chiến đấu nhưng họ vẫn không hề tự nguyện chuyển giao quyền lực cho Việt Minh. Trong ngày 17/08, chính quyền Đế quốc Việt Nam tại Hà Nội đã nỗ lực tổ chức cuộc mít-tinh và tuần hành của Tổng hội Công chức để ủng hộ Đế quốc Việt Nam. Tuy nhiên, cuộc tuần hành của Tổng hội Công chức đã biến thành cuộc tuần hành ủng hộ Việt Minh sau khi Ủy ban Quân sự Cách mạng huy động thêm người dân đến cùng tham gia tuần hành, lúc này giới chức Đế quốc Việt Nam đã nhận ra tuyệt đại đa số người dân đã ủng hộ Việt Minh. Trong ngày 18/08, Đế quốc Việt Nam vẫn tiếp tục đề nghị Việt Minh chỉ nên quản lý vùng nông thôn, vùng đô thị vẫn nên để chính thể cũ quản lý nhưng Việt Minh phản đối. Những hành động của Đế quốc Việt Nam cho thấy quá trình chuyển giao quyền lực không hề dễ dàng như trong điều kiện có khoảng trống quyền lực. Tuy không tự nguyện chuyển giao chính quyền nhưng Đế quốc Việt Nam cũng không đồng ý với lời đề nghị của quân đội Nhật giúp họ duy trì trật tự do đó quân đội Nhật Bản đã không sử dụng lực lượng của mình để đàn áp có hệ thống Việt Minh trên toàn quốc khi lực lượng này giành chính quyền từ Đế quốc Việt Nam mà chỉ bảo vệ một số mục tiêu dân sự và quân sự quan trọng.

## Ý nghĩa
Chỉ sau 15 ngày nổ ra, Đảng Cộng sản Việt Nam chỉ với 15 năm tuổi đời cùng với lực lượng nhỏ bé của mình (khoảng 5.000 đảng viên) lại có thể tổ chức cách mạng thành công trên hầu khắp Việt Nam. Thành công này không thể xảy ra nếu chỉ dựa vào số lượng đảng viên ít ỏi này, mà đến từ sự chuẩn bị kiên trì suốt 15 năm của Việt Minh: các đảng viên của họ gắn bó sâu rộng với quần chúng, đồng cam cộng khổ, hiểu được tâm tư của nhân dân nên được nhân dân tin tưởng. Khi thời cơ đến, chỉ 5.000 đảng viên đó đã có thể kêu gọi hàng triệu người dân nổi dậy, đoàn kết ủng hộ Việt Minh. Thành công còn đến từ việc biết chớp đúng thời cơ từ ban lãnh đạo Việt Minh, mà đứng đầu là Hồ Chí Minh
Với thắng lợi của Cách mạng tháng 8 năm 1945, nhân dân Việt Nam đã đập tan xiềng xích nô lệ của thực dân Pháp trong gần 1 thế kỷ tại Việt Nam, chấm dứt sự tồn tại của chế độ quân chủ chuyên chế hơn 1000 năm, lập nên nước Việt Nam Dân chủ Cộng hòa. Đảng Cộng sản Việt Nam từ chỗ phải hoạt động bí mật và bất hợp pháp trở thành một đảng cầm quyền hoạt động công khai.
Sau Cách mạng Tháng Tám, năm 1946, Việt Nam diễn ra cuộc bầu cử đầu tiên trong lịch sử, bầu ra quốc hội đầu tiên.
Cách mạng tháng 8 năm 1945 thành công khẳng định vị thế lãnh đạo của Đảng Cộng sản Việt Nam với phong trào giải phóng dân tộc.